# 阿曽三右衛門
阿曽 三右衛門（あそ さんえもん、1611年〈慶長16年〉 - 1687年〈貞享4年〉）は、越中国砺波郡野尻郷本江村生まれの郷士。
江戸時代初期に福野町（現在の富山県南砺市福野）、福光町（同市福光）、津沢町（現在の同県小矢部市津沢）の町立てを行った。

## 生い立ち
伝わっているところでは正親町天皇のころ（安土桃山時代）、越後藤田の庄司上保行則の嫡孫であった上保太郎為則は越中砺波郡上島（現在の富山県砺波市神島）に移り住み、二万石の領地を有していた。上保為則は木舟城主石黒成綱との争いに敗れた後、その長子為直を百姓とし、次子重信を僧侶とした。（富山県砺波市神島の円光寺の祖）。また為則の側室、照の方にも男子があったが、世情をはばかって、母方の阿曽の姓を名乗った。これが三右衛門である。三右衛門は、七歳の時、父上保為則と死別し、その後、砺波郡本江村の郷士阿曽家で養育された。母の照の方の三～四代先の阿曽孫八郎は、15世紀の加賀一向一揆の時、加賀の守護であった富樫正親の招きに応じ、倶利伽羅山で戦った武将であった。戦功をたてたとされるが、一揆で敗れた後の行方は定かではない。

## 事跡
江戸時代初期の越中砺波郡は陸上交通の便が極めて悪く、年貢米など農作物の運搬や、日用品を売買する為には、今石動城城下町として興り、廃城後に奉行所が置かれた今石動か、善徳寺・瑞泉寺門前町で加賀藩の産業拠点として発展した城端、井波まで行かなければならなかった（現南砺市）。阿曽三右衛門はこれらの町の中間にあたる場所に新しい町を開く必要があることを説きそれを実行した。
- 福野の町立

慶安2年（1649年）六月、三右衛門が38歳の時、福野での町立を加賀藩の奉行国府新助へ願い出た。翌慶安3年（1650年）正月に許可されると、57軒の家が建てられた。毎月二と七の日を市の日と定め，近在の村の公益を図った。（町立の文書は富山大学図書館所蔵菊地文書）
- 福光の町立

慶安4年（1651年）には福光の町立を加賀藩の奉行国府新助へ願い出て許可された。市日は二と七の日で、月に六回となり六済市と呼ばれた。（町立文書の所在は不明。十村石崎家文書によると文化年間(1810年頃）に町立の文書を紛失したとある）
- 津沢の町立

万治3年（1660年）五月。三右衛門が50歳の時、津沢町立の願い書を加賀藩の砺波郡奉行津田右京と金森長右衛門へ提出して許可された。（町立文書の原本は富山県公文書館中島文庫に所蔵）津沢の町立に先立って三右衛門は明暦元年（1655年）加賀藩に対し藩の蔵を小矢部川の中流右岸に建てることを献策した。六千石の藩蔵が二棟出来ると砺波郡各地からの年貢米が収納された。この米は小矢部川下流の「吉久御蔵」(現富山県高岡市吉久)まで十二里（約45km）を二十五石積の「長船」に載せ一日かかりで川下げされた。さらに、「吉久御蔵」からは「北前船」で大坂（現在の大阪市）へと運ばれた。城端、福光（現南砺市）と共に、米だけでなく五箇山から加賀藩へ納める煙硝や伏木からの塩、肥料など様々な物資の集散地となった頃、舟運の人足や商人の利便を考え、ここに町を立てることを藩へ願い出た。津沢町立文書の奥書の署名には砺波郡清水村三右衛門、添書は浅地村の十村肝煎新右衛門となっている。この頃、三右衛門は本江村にあった阿曽家の旧宅を壊し、以後、晩年まで清水村で質素な暮らしぶりを続け、津沢町の発展につくしたと伝わっている。また、福野町恩光寺に参禅したことも伝わっている。墓所は富山県小矢部市津沢にあり、戒名は「応機通心大居士」、毎年9月に小矢部市公式行事として追悼式が行われる。この地は現在、阿曽記念緑地公園となっている。

## その他
三右衛門の没後百回忌にあたる1786年（天明6年）に農学者でもあった加賀藩山廻役宮永十左衛門正運らが津沢町に供養塔を建てた。碑文「南無阿弥陀仏」は宮永正運の揮毫による。またこのとき阿曽三右衛門の顕彰碑も計画されたが、これは実現しなかった。しかし宮永正運が書き残した「阿曽三右衛門顕彰碑文」が福野町の恩光寺に残っている。これにより阿曽三右衛門の事跡が判明し、人柄なども推察できる。ただし記述には間違いもある。例えば、その本文に『杉木新町（現在の富山県砺波市）の町立』も行ったとあるが、杉木新町は二郎兵衛による開市が他の文献などで明確であり、これは事実が誤って宮永正運に伝わったものと考えられている。
この供養塔は小矢部市津沢に現存しているが、安政年間の大地震で一部損傷している。阿曽三右衛門の墓所は現在小矢部市清水地内にあり阿曽公園となっている。
ちなみに三右衛門の身長は、293.4cmだったと考えられている。